# Dusicyon
Dusicyon es un género extinto de cánidos del sur de Sudamérica. 

## Especies
El género comprende tres especies, todas extintas:
- Dusicyon australis †
- Dusicyon avus †
- Dusicyon cultridens †

La especie tipo es Dusicyon australis, el guará o lobo de las Islas Malvinas, extinguido por la cacería en 1876. Dusicyon avus estaba ampliamente distribuida en el Pleistoceno tardío por el sur de Brasil, Uruguay, Argentina y el Chile austral y era el pariente más cercano del lobo de las Malvinas Desapareció en el Holoceno tardío por lo menos 3000 años AP en Tierra del Fuego y unos 1600 años AP en el continente. Restos de Dusicyon cultridens han sido encontrados en la región Pampeana y en acantilados de la provincia de Buenos Aires.

## Taxonomía
Charles Hamilton Smith estableció el género en 1839. En 1914, Oldfield Thomas quiso incluir en el género Dusicyon el culpeo y otros zorros sudamericanos. Estos fueron trasladados al género Lycalopex por Alfredo Langguth, en 1975.